# Gorybia thoracica
Gorybia thoracica là một loài bọ cánh cứng trong họ Cerambycidae.